# 鳄梨素
鳄梨素是一种存在于中的抗真菌毒素。其结构和脂肪酸相似，为无色脂溶性液体。
鳄梨全株都含有鳄梨素，包括果实、叶片、茎和种子等，特别是叶子含量最多，为0.9-1%。
成熟果肉中鳄梨素含量相对较低，除对其过敏人士外，鳄梨素通常对人无害。但对家畜有毒，特别是摄入鳄梨的叶、树皮、种子和果皮时，会导致严重的中毒反应。

## 毒性
不同动物摄入鳄梨的叶片、树皮、果皮和果核后，会产生不同的不良反应：
- 鸟类对鳄梨素最敏感，产生的不良反应有心跳加速、心肌组织损害、颈部和胸部皮下水肿、呼吸困难、羽毛紊乱、不安、虚弱、缺乏活力和食欲不振等。高剂量下则造成严重窒息，并且在12-48小时内死亡。人工饲养的鸟似乎比野生鸟类对鳄梨素更敏感，但诸如鸡和火鸡等部分鸟类有更高的抵抗力。
- 处于哺乳期家兔和小鼠在食用叶子或树皮后会出现非感染性乳腺炎和奶水减少。对于一般小鼠而言，摄入60-100 mg/kg的鳄梨素会对哺乳期母鼠乳腺造成非致命损伤，100 mg/kg则引起心肌纤维坏死，200 mg/kg则造成死亡[2]。
- 家兔食用叶子后出现心律失常、颌下水肿和死亡。
- 牛和山羊在食用叶片或树皮后会引起乳腺炎和奶水减少。山羊摄入20 g/kg的树叶会导致严重乳腺炎，达到30 g/kg将引起心脏损伤。
- 对于马。中毒症状主要发生在母马上，包括非感染性乳腺炎，偶尔伴有胃炎和急性腹痛。也可能出现头部、舌头和胸部肿胀。
- 对于猫和狗，可能会出现轻微胃部不适和心脏损害[5]。相比而言，狗的抵抗力可能更强一些。
- 对于野兔、猪、大鼠、绵羊、鸵鸟、鸡、火鸡和鱼等动物，鳄梨素中毒症状和前面提到症状相似，但其致死量尚未明确，且因具体物种而异[8]。

### 诊断
对于鳄梨素中毒的诊断只能依据询问接触史和临床症状来确定，而且尚未有特定检测方法。

### 治疗
治疗鳄梨素中毒采用的药物有非甾体抗炎药、止痛药以及一些治疗充血性心力衰竭的药物。

## 药理学
动物研究表明接触鳄梨素会引起特定的乳腺癌细胞凋亡。在体外研究中，鳄梨素与他莫昔芬联合会增强他莫昔芬的细胞毒性作用。然而作为一种脂溶性物质，鳄梨素在水中溶解度很差，如何制成水溶性片剂还是一个亟待研究的问题。